# Diocèse de Maillezais
Le diocèse de Maillezais est un ancien diocèse de l'Église catholique en France, dont le siège épiscopal se trouvait dans l'abbaye bénédictine Saint-Pierre de Maillezais en Vendée. Il est rétabli comme siège titulaire en 2009.

## Diocèse de Maillezais (1317-1648)

### Maillezais, un diocèse poitevin
Le diocèse fut fondé le 13 août 1317 par une bulle Salvator Noster du pape Jean XXII en même temps que celui de Luçon à la suite de la division du diocèse de Poitiers, en raison principalement de l'extension territoriale de celui-ci et de l'augmentation considérable du nombre de ses habitants, atteignant presque un million de personnes. En effet, l'évêque ne pouvait alors fournir tous les services spirituels nécessaires pour son diocèse. C'est en sa qualité d'abbaye, alors en pleine ascension, que le choix de Maillezais s'est imposé pour recevoir le siège épiscopal de ce nouveau diocèse. Ce choix ainsi que celui de Luçon s’appuient notamment sur la forte implantation monastique qui a insufflé au sud du Bas-Poitou un remarquable dynamisme. Cette création n'est pas un fait isolé : elle fait partie d'un mouvement plus important de réorganisation de l'administration pontificale menée par le pape, qui aboutit à un total de seize nouveaux évêchés dans le sud de la France entre le 11 juillet 1317 et le 7 avril 1318.
L'abbé de Maillezais de l'époque, Geoffroy Pouvreau, devient le premier évêque du diocèse et est sacré à Avignon où était alors la cour pontificale le 29 novembre 1317 par l'évêque d'Ostie, Berengarius Fredoli.
Le nouveau diocèse intègre l'archiprêtré d'Ardin, les doyennés de Bressuire, Fontenay-le-Comte, Saint-Laurent-sur-Sèvre et de Vihiers, soit au total 284 paroisses réparties sur un territoire comprenant la partie orientale du Bas-Poitou et les Mauges dans le sud-ouest de l'Anjou.

### Le "malheur des temps": la Peste noire et la Guerre de Cent Ans
À partir des années 1340, le jeune diocèse est confronté à deux épreuves : la peste noire et la guerre de Cent Ans. Précipités au cœur de l'affrontement entre le roi de France et le roi d'Angleterre, les évêques de Maillezais oscillent de l'un à l'autre au gré de l'avancée des armées. La guerre a plusieurs répercussions dans la région. Elle paralyse le fonctionnement du système hydraulique du Marais poitevin, que les moines ont engendré avant la création du diocèse. Elle provoque aussi la fuite des paysans et l'abandon des terres, et impose de fortifier les bâtiments abbatiaux. La cathédrale est menacée en permanence par les lieutenants du Prince Noir. Ceci amène l'évêque à solliciter une protection royale et contraindre les religieux à prendre les armes. Le bilan de la guerre de Cent Ans est lourd pour Maillezais, le pape Grégoire XI accorde au diocèse en 1372 la réduction de la moitié de ses dîmes.

### L'âge d'or de Maillezais
En 1455, deux ans après la guerre, Louis Rouault de La Rousselière, abbé de Bourgueil, est nommé évêque de Maillezais. Il le reste pendant vingt ans, durant lesquels il s'applique à reconstruire le rayonnement du siège épiscopal. Maillezais devient ainsi un évêché convoité. En effet, jusqu'aux guerres de Religion, ses évêques sont issus soit des plus grandes familles du Royaume ou de la Curie romaine. C'est pourquoi deux Italiens ont été évêques de Maillezais sans pour autant y avoir résidé : Federico Sanseverino et Pietro Accolti, au moment même où la Renaissance italienne entrait en France sur les pas du vainqueur de Marignan.
En 1518, François Ier, en vertu du concordat de Bologne de 1516, nomme au siège de Maillezais Geoffroy d'Estissac qui resta presque toujours au sein de son diocèse. Il se révèle grand bâtisseur, et protecteur des arts et des lettres en tant que mécène et protecteur de Rabelais, lui-même chanoine de Maillezais pendant quelques années. C'est sous ce prélat que l'écrivain a vécu quelque temps dans l’abbaye de Maillezais (1525), Geoffroy d’Estissac et Rabelais y sont entrés dans une relation d'amitié. Quand il partit pour l’Italie en 1534, l’évêque de Maillezais lui a recommandé les jardins de Ligugé et de l’Hermenault ; et lui a aussi prié de lui recueillir les graines les plus rares du royaume de Naples, pour en doter ses terres poitevines. Geoffroy d'Estissac cherche à faire de Maillezais un foyer intellectuel et spirituel. Il dote la cathédrale d'un grand chœur Renaissance, et fait réaliser le premier jubé à l'antique de France, avant même celui de Pierre Lescot dans l'église Saint-Germain-l'Auxerrois de Paris. Autour de sa cathédrale, il crée un atelier où se crée un style Renaissance propre au Bas-Poitou.

### Un épilogue au sein des guerres de Religion
Maillezais étant située géographiquement proche de La Rochelle, dont la protection est pendant les guerres de Religion une priorité pour les Huguenots, elle se retrouve placée sur l'itinéraire des troupes qui sillonnent le Bas-Poitou.
En 1585, sous l’épiscopat d’Henri Descoubleau, la ville de Maillezais est prise par Henri III de Navarre. Le 20 novembre 1586, les deux compagnies de soldats qui garnissent Maillezais sont prises par surprise par les troupes de Catherine de Médicis. Le commandant de l'un a été tué et l'autre a perdu un œil. Ils se rendirent au marquis de Levardan et au capitaine Saint-Pompoint, qui devint alors gouverneur de Maillezais. En juin 1586, Henri de Navarre reprend Maillezais et capture l’abbaye gardée seulement par un moine et par les habitants. La situation géographique avantageuse de Maillezais lui a fait prendre la décision d'en faire une forteresse, dont il a donné le commandement à Châtillon d’Availles. Les forces catholiques attaquent à nouveau depuis Niort et chassent les compagnies huguenotes. Mais les protestants reviennent et saccagent l'abbaye de Maillezais en représailles, endommageant la cathédrale. En 1588, le duc de Joyeuse et l'armée catholique assiègent Maillezais et forcent la reddition de la garnison huguenote, mais dans les derniers jours de décembre, les forces huguenotes dirigées par Théodore-Agrippa d'Aubigné reprennent la ville. Celui-ci s'installe au palais épiscopal et devint gouverneur de la forteresse. D'Aubigné resta gouverneur de Maillezais, tout en continuant à faire campagne avec Henri de Navarre, et était avec lui le jour de l'assassinat d'Henri III. Après être devenu roi de France, d'Aubigné visita fréquemment la Cour. Il est racheté de la charge de gouverneur de Maillezais par le duc de Rohan , et le 24 mai 1621, Maillezais revient à la possession du roi Louis XIII.  Sa population, après plus de trente ans d'occupation huguenote, était surtout devenue protestante.
Pendant la guerre entre le roi Louis XIII et les Huguenots, qui culmine avec le siège de La Rochelle (1627-1628), la cathédrale est détruite. Le cardinal Richelieu fait des efforts pour aider Mgr Henri de Béthune à entreprendre la reconstruction, mais le roi Louis XIII décide de déplacer le siège du diocèse à Fontenay-le-Comte.

### De Maillezais à La Rochelle
En 1648, par la bulle In Supereminenti du pape Innocent X, le siège épiscopal de Maillezais est transféré à La Rochelle. Jacques Raoul de la Guibourgère fut le dernier évêque de Maillezais et le premier évêque de La Rochelle.

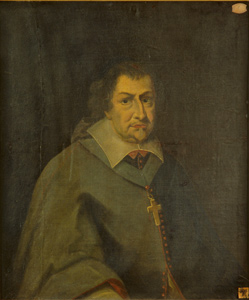
Jacques Raoul de La Ribourgère, dernier évêque de Maillezais

Le territoire du diocèse de Maillezais est alors intégré au nouveau diocèse de La Rochelle qui englobe aussi l'Aunis et l'île de Ré, détachés du diocèse de Saintes. Ce choix fait suite à plusieurs constats : tout d'abord que le siège épiscopal de Maillezais a peu de rayonnement sur le diocèse (ce qui conduit dans les années 1620 aux hypothèses de Niort - écartée par l'évêque de Poitiers - ou Fontenay-le-Comte - écartée par le corps de ville) ; ensuite que le pouvoir royal a la volonté de faire de La Rochelle la protestante une bonne ville catholique.
Cependant, les troubles de la Fronde retardent le transfert de Maillezais à La Rochelle qui rencontre l'opposition de religieux. Le chapitre de la cathédrale de Saintes, qui était en train de perdre un certain nombre de paroisses annexées au nouveau diocèse de La Rochelle, a protesté et engagé  des négociations qui ne sont pas conclues jusqu'au 15 mai 1650. Les bénédictins de Saint-Maur ont également manifesté, selon un mémorial de 1653. Il y avait aussi une opposition à l'enregistrement de la bulle du pape Innocent X de plusieurs prieurs d'abbayes qui dépendaient de l'abbaye de Maillezais, et ils ont réussi à retarder les affaires juridiques jusqu'à ce que, finalement, devant leur opposition, le Parlement de Paris ait enregistré la bulle le 7 mars 1665.

Le 16 novembre 1666, l’évêque de Poitiers Gilbert Clérembault par une bulle de sécularisation ordonne aux chanoines de quitter l’habit des moines. La cathédrale de Maillezais n'est alors plus qu'un édifice en ruine : "Maillezais tomba dans l’obscurité la plus profonde : de toute sa gloire passée, il ne lui resta que des tours solitaires, qu’une cathédrale en deuil, et les souvenirs d’un passé qui s’efface chaque jour davantage".

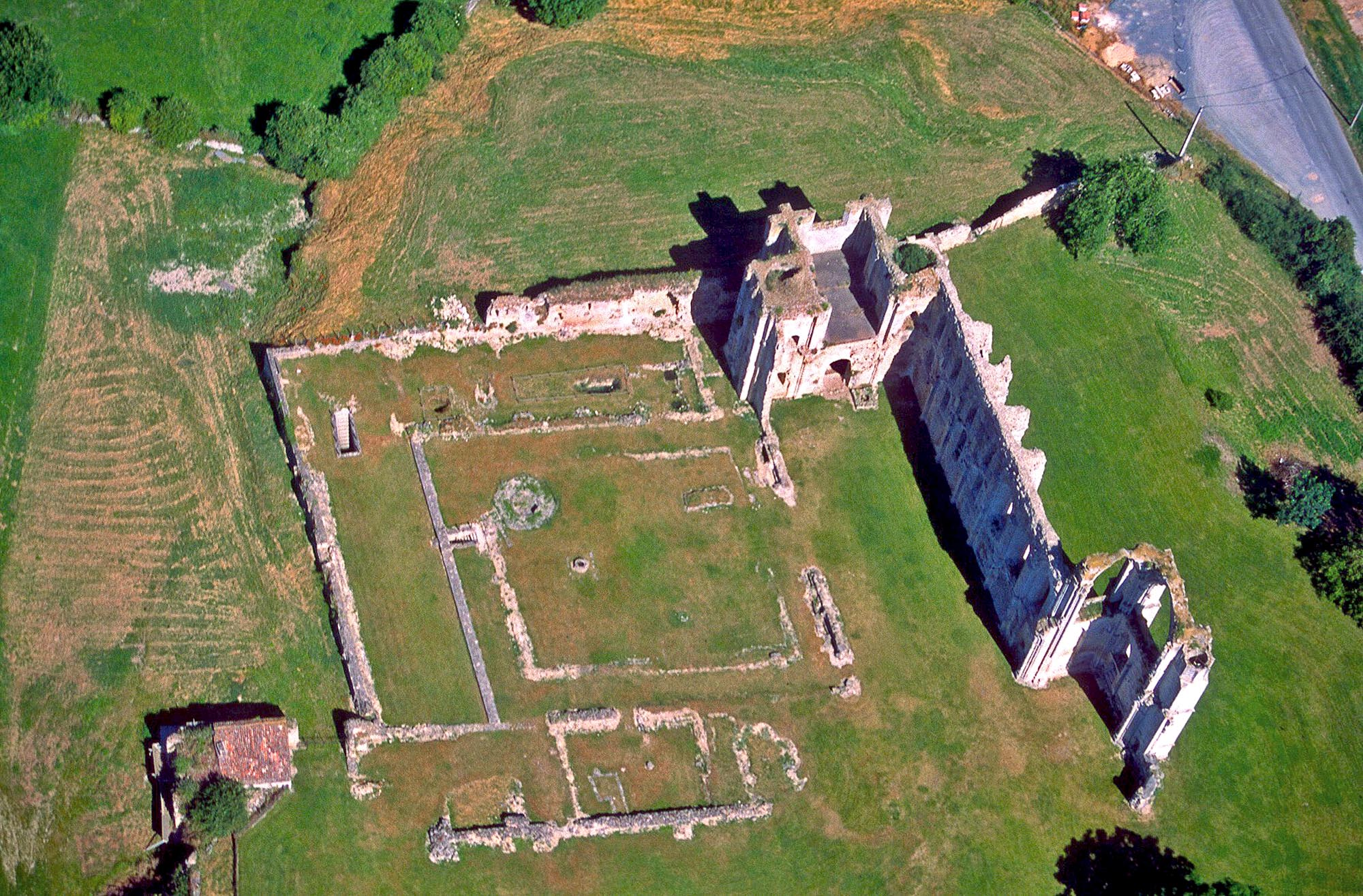
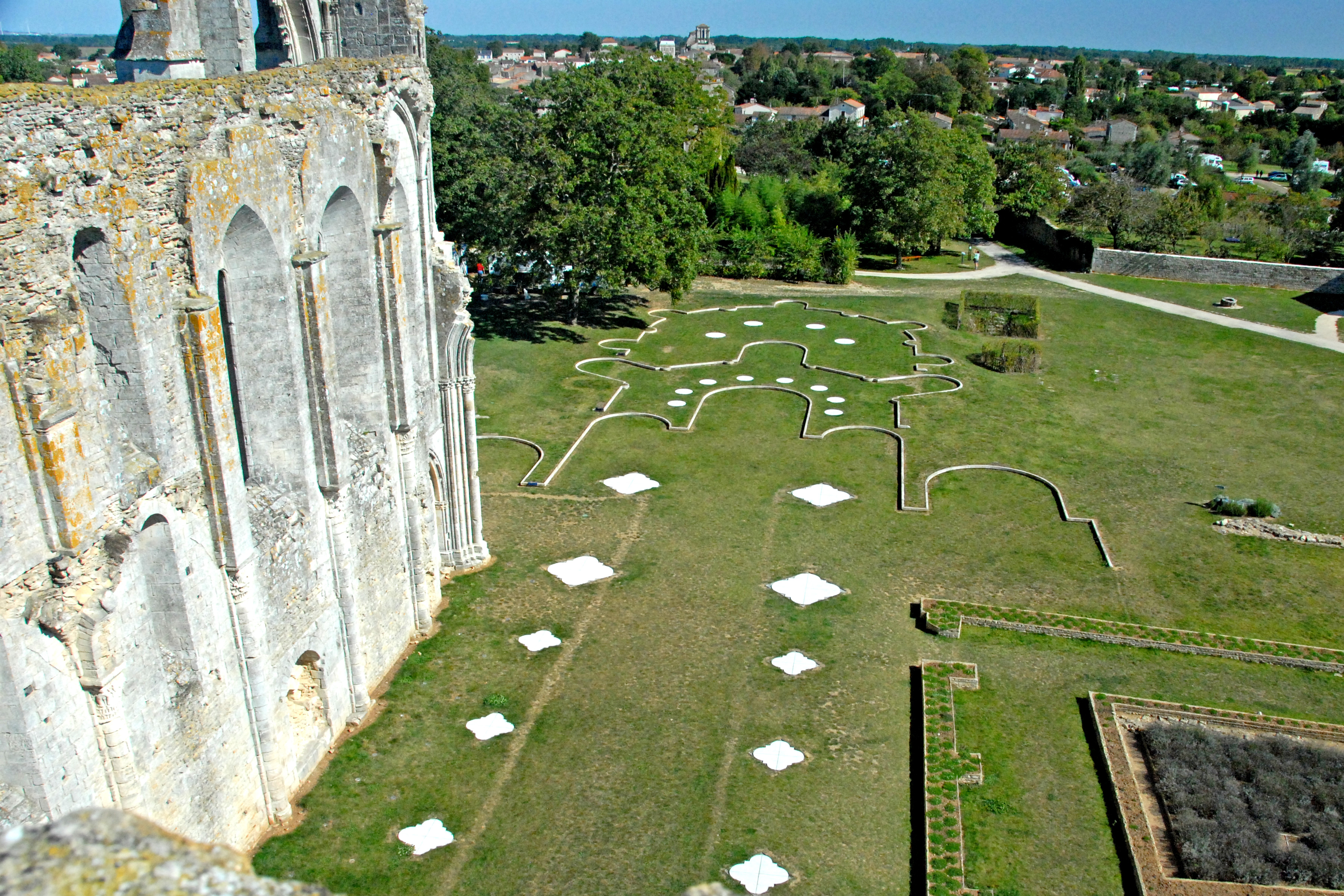
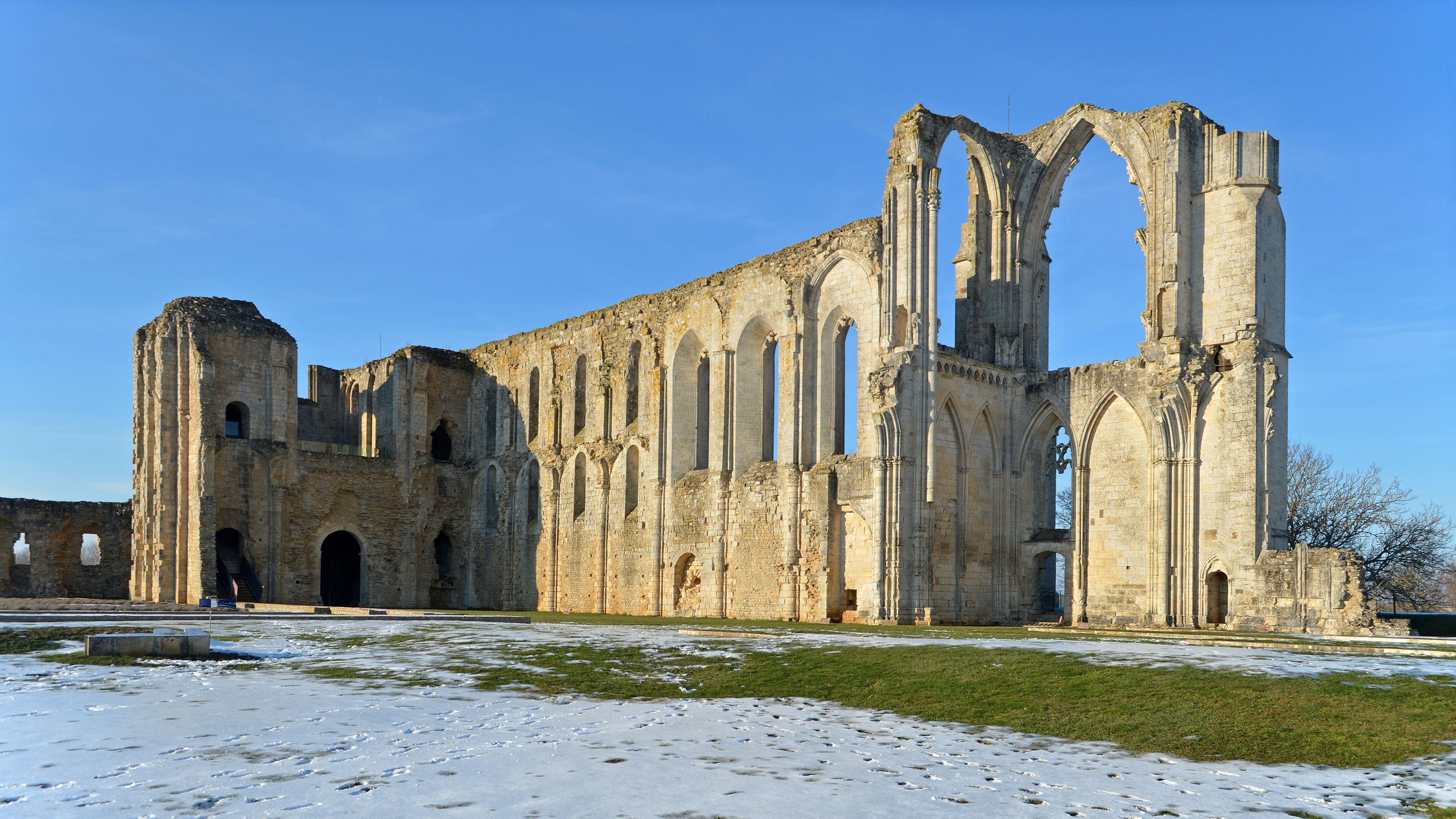
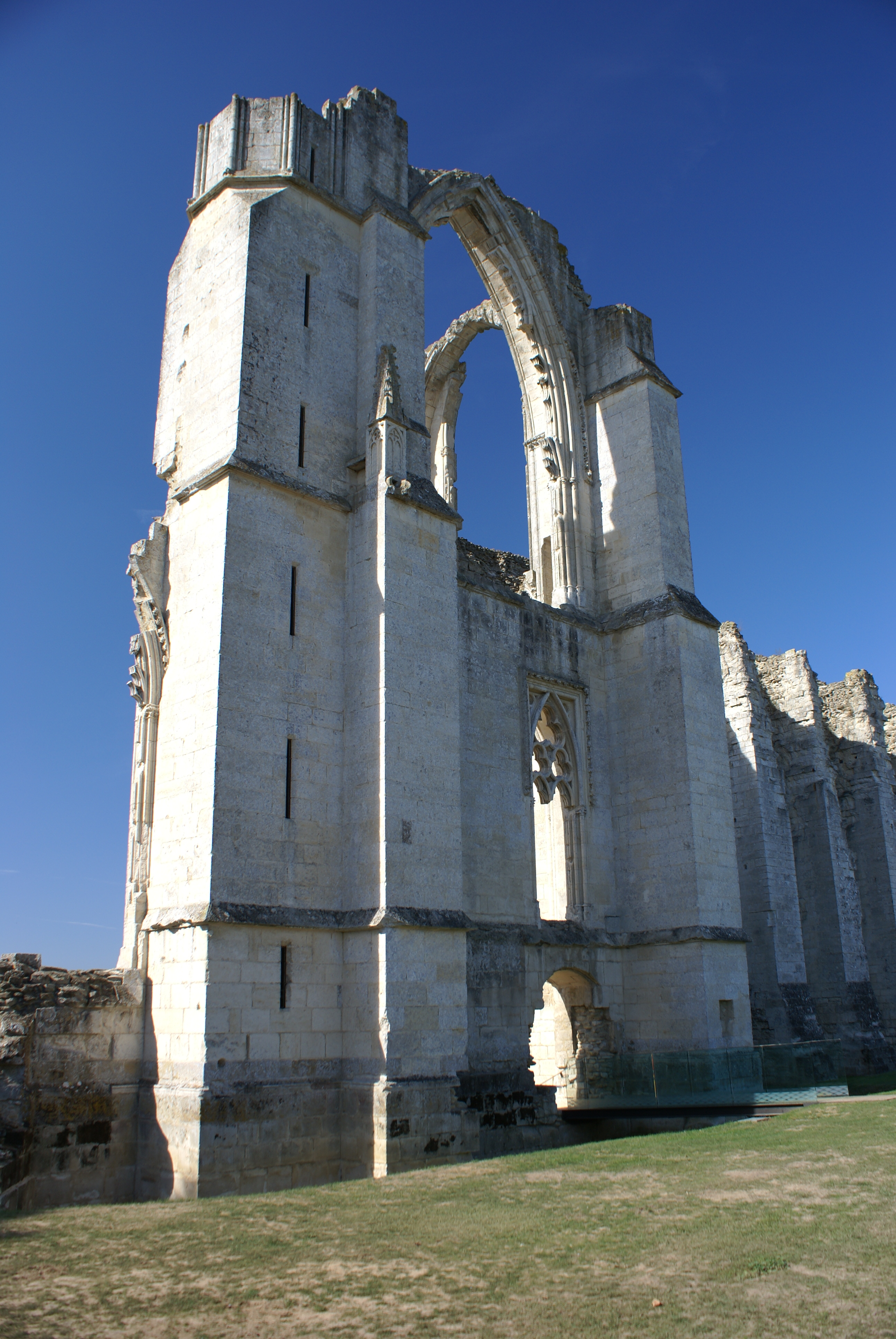

## Diocèse titulaire
Par décision du 9 février 2009, le Vatican a décidé de restaurer le siège épiscopal de Maillezais attribué in partibus à un évêque auxiliaire ou en poste au Saint-Siège.
Ceci prend effet en 2017, où le pape François le restaure en tant que siège titulaire. Il est alors attribué à Mgr Antoine Hérouard nommé évêque auxiliaire de Lille, titre que ce dernier conserve jusqu'au 11 février 2022, date à laquelle il est nommé archevêque de Dijon.

### Liste des évêques contemporains titulaires de ce diocèse
| Début      | Fin        | Nat.   | Nom               | Fonction exercée              |
| ---------- | ---------- | ------ | ----------------- | ----------------------------- |
| 22/02/2017 | 11/02/2022 | France | Antoine Hérouard  | Évêque auxiliaire de Lille    |
| 26/06/2023 |            | France | Jean-Pierre Batut | Évêque auxiliaire de Toulouse |